# Fantasmi (film 1995)
Fantasmi (Haunted) è un film del 1995 diretto da Lewis Gilbert.
Il soggetto è basato sul romanzo Stregata di James Herbert.

## Trama
David si sente in colpa per l'annegamento di sua sorella gemella, Juliet, avvenuto quando entrambi erano in tenera età e giocavano presso un torrente. Accidentalmente David spintona la sorellina che batte la testa su un sasso e cade nel fiume. Una volta divenuto adulto, David diverrà un celebre docente universitario di psicologia, con la passione per lo svelamento dei casi farlocchi di contatto paranormale. Egli è profondamente scettico, ma il suo scetticismo nasconde, in realtà, un atteggiamento di autodifesa nei confronti del suo antico rimorso per aver strattonato la sorellina. Dopo aver scritto un libro contro i casi di contatto paranormale, David partecipa a numerose sedute spiritiche, confutandone i trucchi. Nel corso di una di queste, però, la medium nomina, con la voce alterata dalle presenze che la abitavano, Ed Brook, chiedendo se qualcuno nella stanza si chiamasse Ed o Edward. David non sembra farci caso sul momento, ma in seguito, durante la lettura della numerosa corrispondenza che riceveva da persone ossessionate dagli spiriti dell'aldilà, rimane turbato dal fatto che una certa anziana signorina Webb, la quale gli chiedeva insistentemente di aiutarla a liberarsi dai fantasmi che la tormentavano, abitava nel piccolo centro rurale di Edbrook Hall, nel Sussex.
Incuriosito, David decide di recarvisi. Una volta giunto alla stazione di Edbrook, viene accolto dalla nipote della signorina Webb, Christina, una brillante giovane poco più che ventenne, che gli dice di essere la nipote della signorina Webb, e di  vivere in una tenuta di campagna con l'anziana zia e i suoi due fratelli Robert e Simon. Una volta giunti sul posto, David fa conoscenza con la signorina Webb, che si mostra subito turbata, reticente ed evasiva. Christina dice che la povera zia è affetta da demenza senile, e i nipoti sono tristi nel vedere quotidianamente il suo declino. David fa conoscenza con i due fratelli di Christina, dei quali il maggiore, Robert, mostra un atteggiamento morboso nei confronti della sorella, ritraendola nuda in numerosissimi quadri. I tre fratelli dicono di conoscere le ossessioni della zia Tess per i fantasmi, ma non le danno importanza. David assicura che la sua indagine non sarebbe durata troppo tempo. In realtà la permanenza nella tenuta della signorina Webb si protrae per qualche giorno a causa di fatti inspiegabili che paiono accadere prevalentemente di notte: porte che si spalancano e si chiudono improvvisamente e, soprattutto, un fuoco che appare dal nulla e sembra incendiare parti intere dell'abitazione. Robert intanto mostra di non gradire la presenza di David, e gli consiglia di terminare al più presto il suo lavoro di indagine.
Nel frattempo, Christina dimostra, ricambiata, un interesse crescente verso David, che si trasforma in una relazione amorosa. Frattanto la signorina Webb ha numerose crisi di pianto, dovute, a suo dire, ai fantasmi che la disturbano continuamente, ingiungendole di "non dire nulla" a David. Quest'ultimo, nonostante il suo scetticismo, viene turbato da strani sogni ed esperienze traumatiche, prevalentemente notturne. Una notte egli si trova in giardino, nei pressi del laghetto della tenuta, e una improvvisa tempesta lo sospinge in acqua, dove si sente soffocato da alghe e vede la sorellina, la sua gemella morta tanti anni prima, precipitare verso il fondo del lago. Viene salvato da Christina e Robert, che gli raccomandano riposo e lo affidano, il giorno seguente, alle cure del dott. Doyle, il medico di famiglia. Il dott. Doyle chiede a David se avesse scoperto qualcosa circa i fantasmi della zia Tess, ma quest'ultimo dice, nonostante i fatti inquietanti che accadevano nella grande tenuta, di non aver rilevato prove della presenza di fantasmi, e teme che la anziana signora soffrisse di fobie. Il dott. Doyle dice che la visiterà subito, per offrirle dei tranquillanti, ma non appena entra nella stanza della signorina, quest'ultima si mostra terrorizzata alla vista del medico, lamentandosi di non essere malata.
Nel pomeriggio, al termine di una passeggiata romantica, in un fienile David e Christina incontrano un'anziana signora, una chiromante che dice di predire il futuro per pochi spiccioli. David si mostra scettico, ma Chistina dice di essere curiosa. La signora prende la mano di David e, leggendola, gli dice che entro un anno si sarebbe sposato, e avrebbe avuto una bellissima bambina che avrebbe chiamato con lo stesso nome della sorellina defunta. Subito dopo prende la mano di Christina, ma la richiude  dicendole: "Io non ho nulla da dirti che tu già non sappia". Tornati a casa, i due trascorrono una notte di passione, finendo a letto spiati da Robert, che, in disparte, li osserva con uno sguardo inquietante.
In seguito, poco prima della partenza, David osserva dalla finestra la sua sorellina Juliet che, apparsa in giardino, si dirige a passo rapido verso un piccolo cimitero. Egli la insegue e, una volta giuntovi, vede le tombe dei tre fratelli Mariell, il cui epitaffio specificava che erano morti nel grande incendio di Edbrook, avvenuto anni addietro. Sconvolto per la vista sia di sua sorella, sia delle tombe delle persone con cui aveva per giorni quotidianamente interloquito, David si precipita dalla signorina Webb, ingiungendole di spiegargli ogni cosa. L'anziana signora gli dice che lei aveva sempre vissuto nella tenuta di Edbrook con i suoi tre nipoti, due fratelli e una sorella, tra loro molto legati, finché un giorno non li vide appartati nella camera da letto dei genitori. Uno di loro era ubriaco, e Robert e Christina stavano facendo l'amore.
Sconvolta per la visione, ha incendiato la casa, e nell'incendio i tre giovani sono morti. A quel punto appaiono i tre fratelli, dicendo alla zia Tess di aver rivelato tutto e, per questo, di aver meritato la morte. I tre uccidono l'anziana zia, e in seguito Robert dice a David che gli aveva in precedenza concesso l'opportunità di andarsene, ma ora era troppo tardi e anche lui, adesso, avrebbe dovuto morire. A quel punto i tre fantasmi scatenano un incendio che pare uccidere David, ma nel mezzo delle fiamme appare la sorellina Juliet che gli dice di darle la mano. Una volta afferratala, le fiamme si spengono all'improvviso e i tre fantasmi dei fratelli Mariell si dissolvono. Juliet gli dice, conducendolo fuori dall'abitazione, che non doveva avere rimorsi per quanto accaduto anni addietro, perché si era trattato di un incidente. Loro due sarebbero stati legati per sempre. Subito dopo, la sorellina scompare. David ritorna a casa, ma all'uscita dalla stazione ferroviaria compare Christina, lei pure legata a David a motivo della loro relazione amorosa, decisa a seguirlo.